# Mackstraße
Die Mackstraße ist eine Straße in der oberbayerischen Kurstadt Bad Reichenhall.

## Beschreibung

Mathias Mack

Die Mackstraße beginnt am nordöstlichen Eingang des Reichenhaller Kurgartens und führt in nordöstlicher Richtung zur Mozartstraße. Die Mackstraße liegt in einem verkehrsberuhigtem Bereich. Die Mackstraße verkörpert einen besonders charakteristischen Straßenzug der Zeit um 1900 und trägt mit der Baumbepflanzung den Charakter einer Promenade
Die Mackstraße liegt im Ensemble Kurviertel und ist nach Mathias Mack benannt. Mack übernahm 1844 die erste Apotheke der Stadt, die Kur-Apotheke, war Bürgermeister von Reichenhall und gilt neben Ernst Rinck als treibende Kraft hinter dem Aufstieg Reichenhalls zum international bekannten Kurort. Mack ist zudem Pionier auf dem Gebiet der Latschenkiefernöldestillation. Seine Produkte – u. a. aus Latschenkiefernöl – verkaufte er in seiner Apotheke an die Kunden vor Ort und verschickte sie auch in die ganze Welt.

## Geschichte
Das heutige Ensemble Kurviertel und damit auch Mackstraße, Rinckstraße, Ottilienstraße und Mozartstraße entstanden ab der Ende des 19. Jahrhunderts. Der Kurort Bad Reichenhall wuchs – insbesondere durch den Bau neuer Villen, Kurpensionen und Kurhotels – immer weiter in die Vororte und Nachbargemeinden. Das Ensemble Kurviertel befindet sich auf dem Gebiet der damals eigenständigen Gemeinde St. Zeno, die 1905 eingemeindet wurde.
Beim Luftangriff auf Bad Reichenhall am 25. April 1945 wurde der Bahnhof sowie weite Teile von St. Zeno schwer getroffen. In der Mackstraße waren nur geringe Schäden zu verzeichnen. Haus 3 und 6 erlitten mittlere Schäden, Haus 1 und 7 leichte Schäden.

## Baudenkmäler
In der Mackstraße befinden sich viele Villen und Kurpensionen aus der Blütezeit des Kurortes um 1900. Zwei davon stehen heute unter Denkmalschutz, die Villa Romana befindet sich Ecke Rinck- und Mackstraße und steht ebenfalls unter Denkmalschutz. Die Denkmaleigenschaft der Kurpension Maria-Theresia (Rinckstraße 5, ebenfalls Ecke Mackstraße) wurde um 2015 aufgehoben.
| Adresse    | Name          | Beschreibung | erbaut  | Lage | Bild |
| ---------- | ------------- | --- | ------- | ---- | ---- |
| Mackstr. 4 | Villa Palmina | Mit Erkerturm, Zwerchgiebel, Neurenaissance-Putzgliederung und eisernen Balkons. | um 1900 | ▼    |      |
| Mackstr. 7 | Kurpension    | Große viergeschossige Anlage mit Mezzaningeschoss, darüber kräftiges Traufgesims und Dachbalustraden, Putzgliederungen, in Neubarock und Jugendstil, mehrgeschossige Balkons, von Jakob Dürk. | 1905    | ▼    |      |